# 조리 (도시)

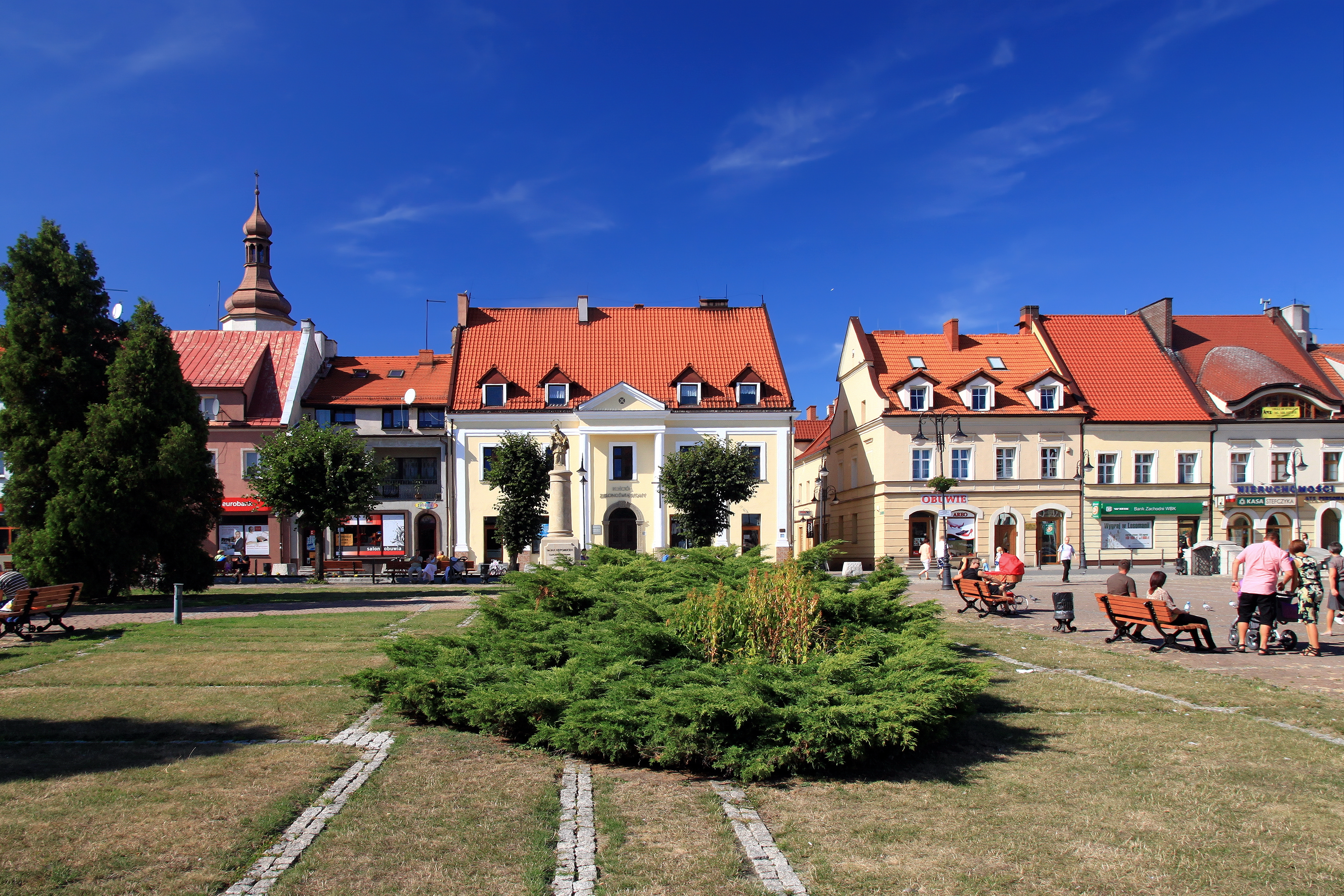
조리에 있는 시장 광장

조리(폴란드어: Żory, 독일어: Sohrau)는 폴란드 남부 실롱스크주에 위치한 도시로, 면적은 64.64km2, 인구는 62,625명(2006년 기준), 인구 밀도는 970명/km2이며 카토비체에서 남서쪽으로 약 30km 정도 떨어진 곳에 위치한다. 실레시아에서 가장 오래된 도시 가운데 한 곳이며 1272년 도시 지위를 부여받았다.

시기
시 문장

## 사진

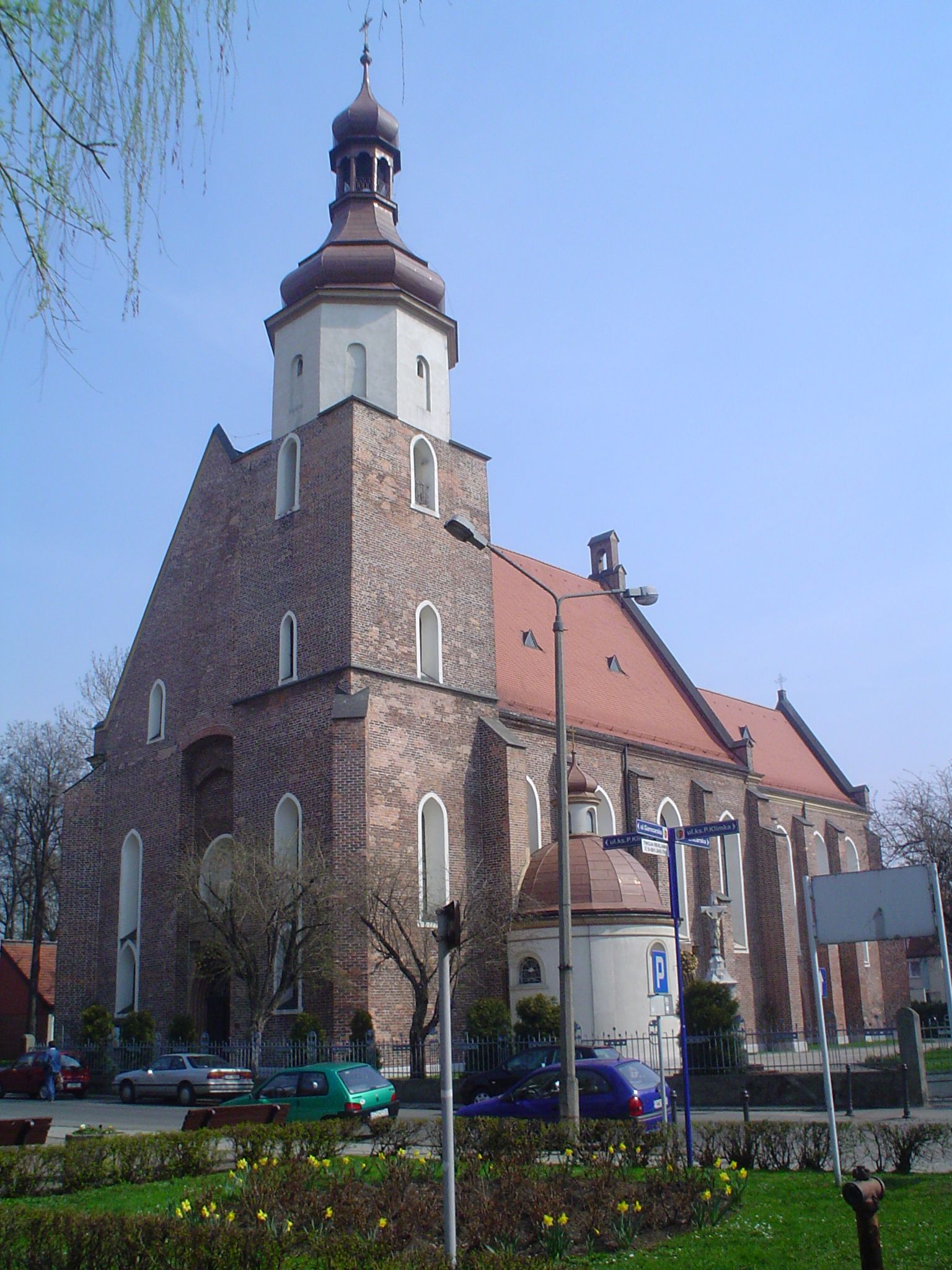
조리에 있는 성 빌립 · 야곱 성당